# Mysidetes dimorpha
Mysidetes dimorpha är en kräftdjursart som beskrevs av O. Tattersall 1955. Mysidetes dimorpha ingår i släktet Mysidetes och familjen Mysidae. Inga underarter finns listade i Catalogue of Life.